# St. Magnus (Huglfing)

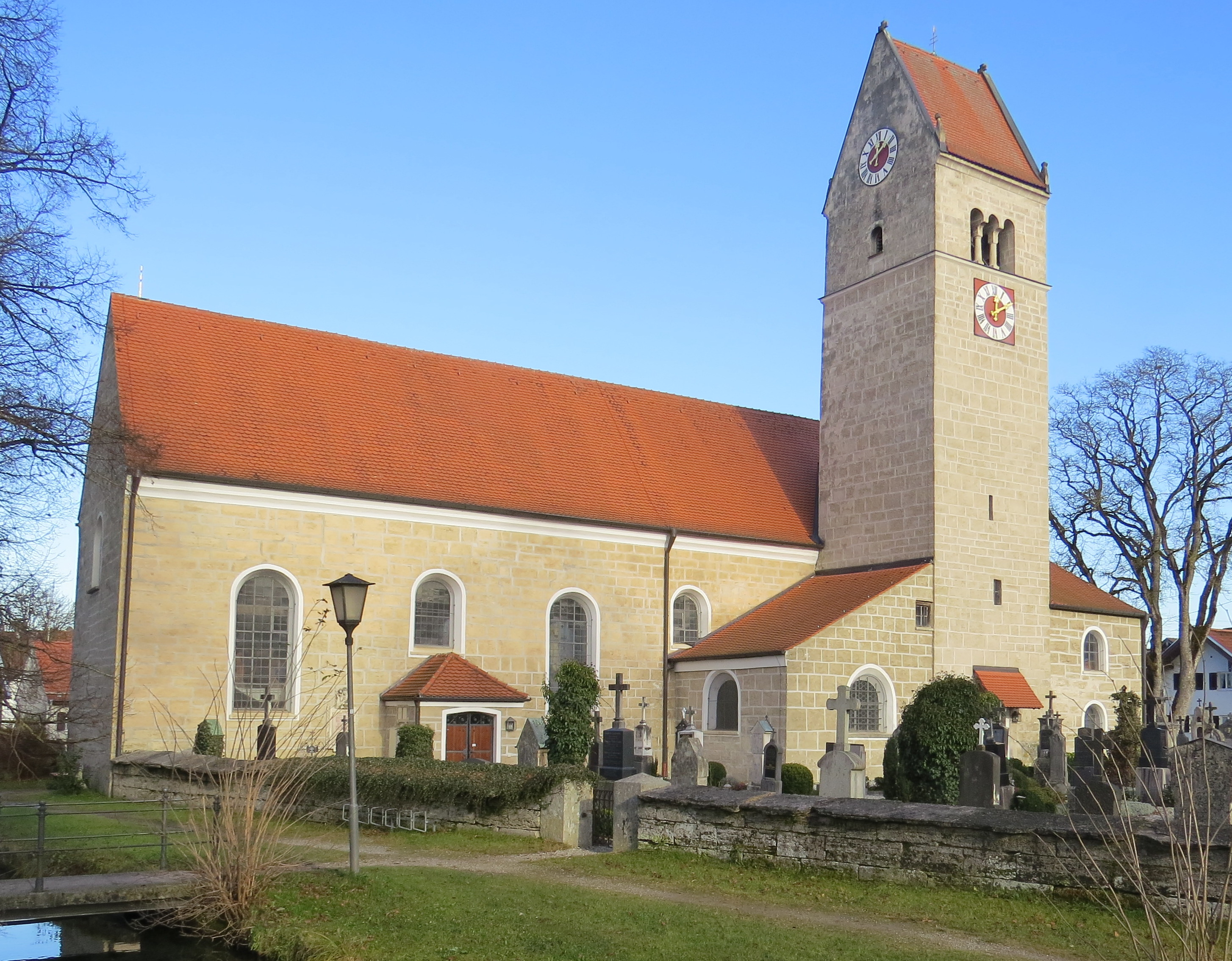
St. Magnus von Südwesten

Die römisch-katholische Pfarrkirche St. Magnus in Huglfing im oberbayerischen Landkreis Weilheim-Schongau gehört als Teil der gleichnamigen Pfarrei mit der Pfarreiengemeinschaft Huglfing zum Dekanat Weilheim-Schongau des Bistums Augsburg. Das Gotteshaus mit der Adresse Sankt-Johann-Straße 3 steht unter Denkmalschutz.

## Geschichte
Der Turm der heutigen Kirche stammt noch von einem Vorgängerbau aus der Romanik um 1100. Die spätere gotische Kirche von 1501 wurde 1773 und 1843 umgebaut, verlängert und im Stil des Rokoko umgestaltet. Weitere Veränderungen der Gestaltung erfolgten im Jahr 1911.
Bereits zwischen 1573 und 1606 wurde die heutige Sebastianskapelle als Grabkapelle für die Edlen von Romegg angebaut, die ebenfalls 1773 umgestaltet wurde. 1882 wurde sie erneut umgebaut und dem heiligen Sebastian gewidmet. Von 2016 bis 2022 wurde die Kapelle umfassend renoviert.

## Beschreibung und Ausstattung

Innenansicht

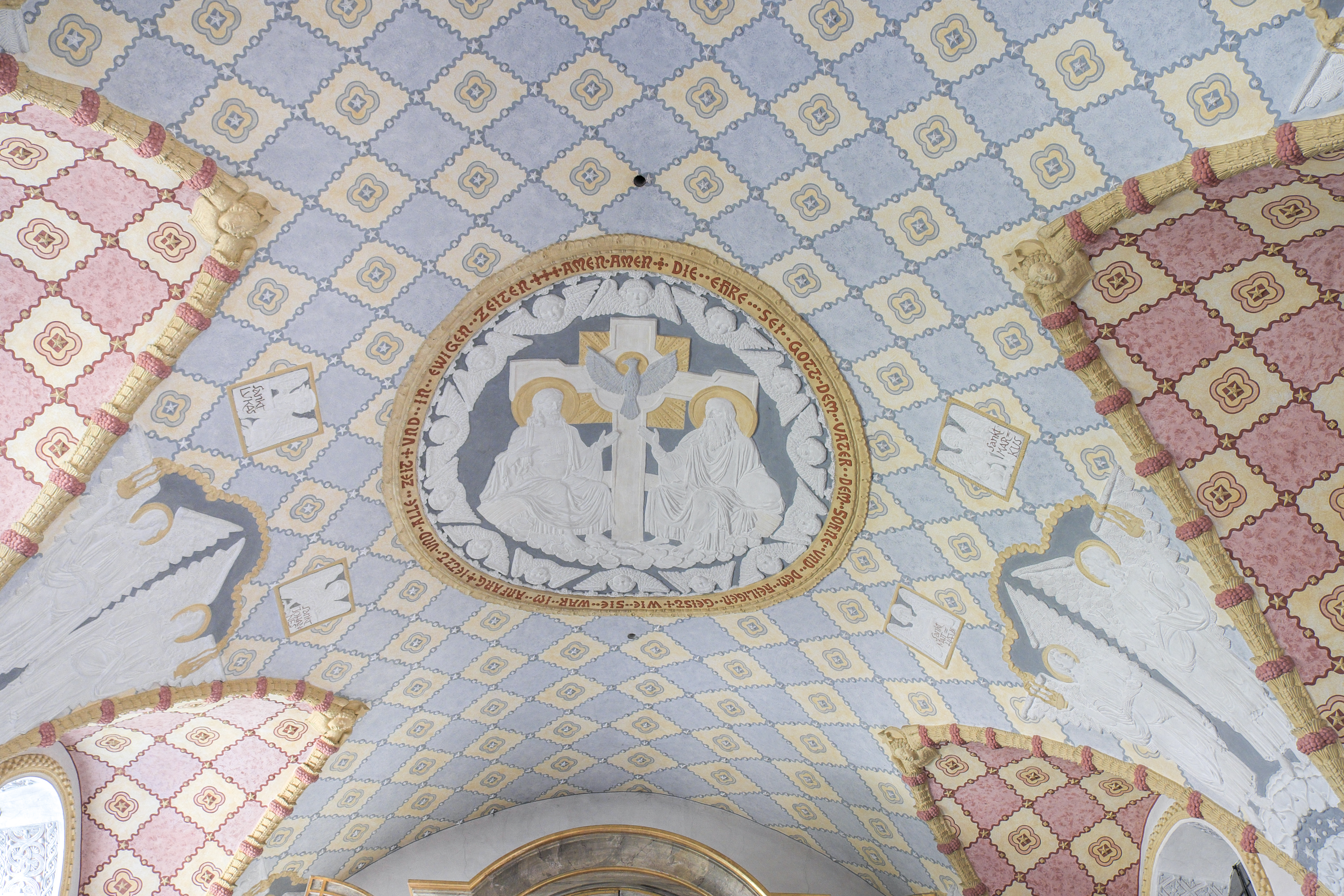
Deckenstuck im Chor

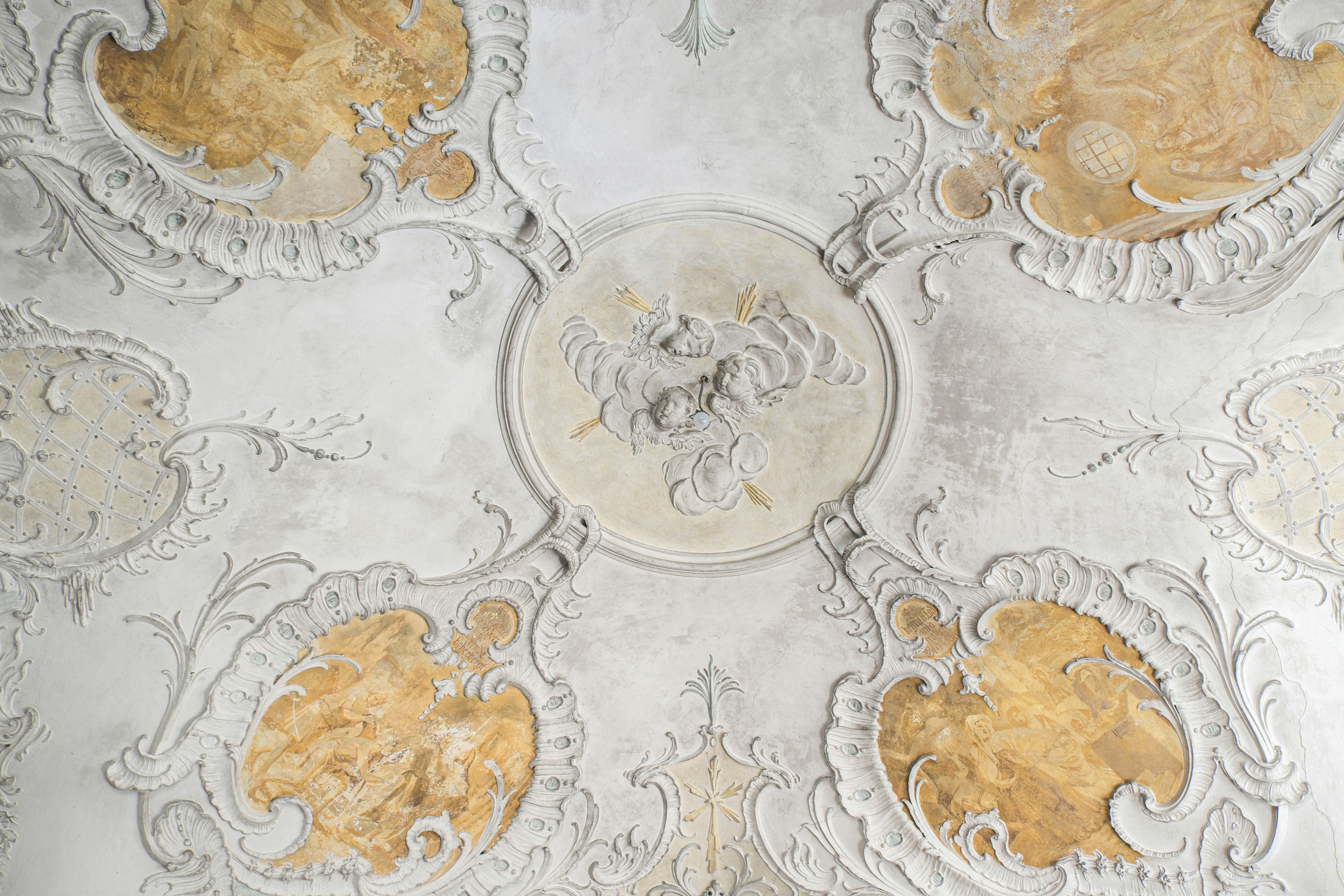
Deckenstuck in der Sebastianskapelle (2017, vor der Renovierung)

Die geostete Saalkirche ist im Kern spätgotisch und aus unverputzten Tuffquadern gemauert. Im Süden ist der romanische Turm mit Satteldach angeschlossen. Der Chor schließt flach ab.
Umgeben ist die Kirche von einer Friedhofsmauer aus Tuffquadern mit Deckplatten aus dem 18./19. Jahrhundert.
Der Deckenstuck im Heimat- und Jugendstil im Langhaus und Chor stammt von Jakob Bradl. Er trat 1911 an die Stelle von Wessobrunner Rokoko-Stuck, welcher in der seitlichen Sebastianskapelle hingegen noch erhalten ist. Das Deckengemälde im Langhaus stellt den Kirchenpatron Magnus im Kampf gegen den Drachen dar. Es wurde vom Münchner Maler Johann Baptist Müller im Jahr 1867 geschaffen.

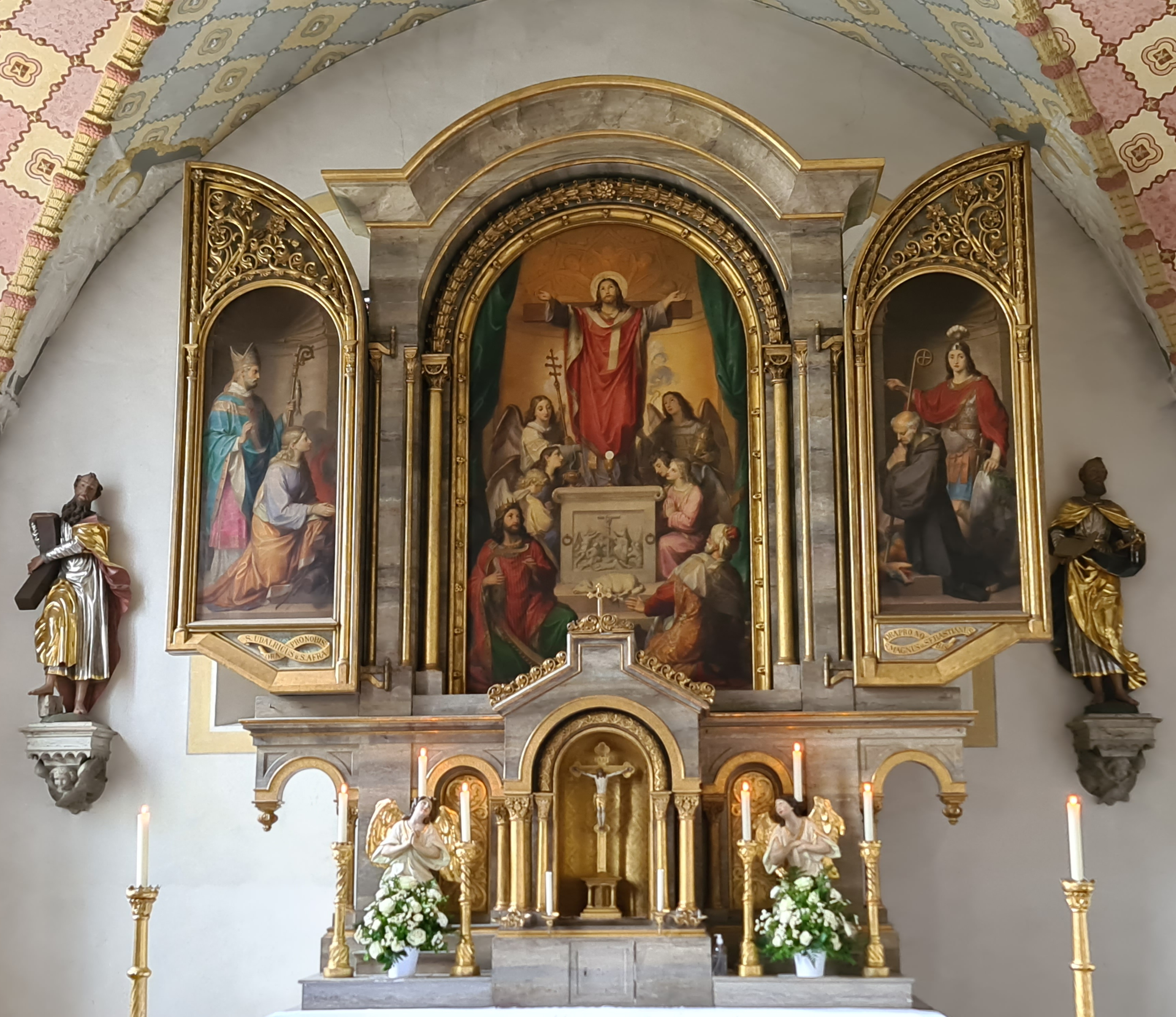
Hochaltar mit Bildern von Johann Kaspar

Die drei Bilder des Hochaltars sowie das Altarbild der Sebastianskapelle malte Johann Kaspar im Nazarenerstil. Ein älteres Hochaltarbild von Sebastian Jaud (1798) zeigt Magnus, Maria sowie die Dreifaltigkeit und hängt heute an der Chorwand.

### Glocken
Nachdem die bronzenen Kirchenglocken 1942 entfernt und wahrscheinlich für Kriegszwecke eingeschmolzen wurden, stattete man St. Magnus kurz nach dem Ende des Zweiten Weltkriegs 1946 mit vier neuen Eisenhartgussglocken der Glockengießerei J. F. Weule in Bockenem aus. Diese waren jedoch von minderwertiger Qualität, korrodierten im Laufe der Jahrzehnte und wurden zuletzt porös. Bereits 2017 stellte ein Glockensachverständiger des Bistums Augsburg fest, dass Glocken und Glockenstuhl binnen höchstens fünf Jahren ersetzt werden müssen. 2020 weigerte sich schließlich das zuständige Wartungsunternehmen, die Betriebsfähigkeit der Anlage zu bescheinigen. Durch eine Zwischenlösung konnte das Glockenspiel bis Ende 2021 weiterbetrieben werden, dann stellte ein Gutachter umgehenden Handlungsbedarf fest.
| Nr. | Schlagton | Gewicht in kg | Bezeichnung                                                                                    |
| --- | --------- | ------------- | ---------------------------------------------------------------------------------------------- |
| 1   | d′        | 2300          | Huglfinger Männer                                                                              |
| 2   | f′        | 1300          | Huglfinger Frauen                                                                              |
| 3   | a′        | 600           | Familie Gretschmann zum Gedenken an die im Krieg gefallenen Brüder Jakob und Georg             |
| 4   | b′        | 350           | Pfarrer J.G. Füglein zu Ehren des Heiligen Antonius von Padua und aller verstorbenen Gläubigen |

Am 25. August 2024 wurden die stählernen Glocken ein letztes Mal geläutet. Am 9. September 2024 wurden sie aus dem Kirchturm geholt. Die alten Glocken sollen an verschiedenen Stellen im Ort verbleiben. Die neuen bronzenen Glocken der Passauer Glockengießerei Rudolf Perner wurden am 6. Oktober 2024 geweiht. Am 15. Dezember um 12 Uhr läuteten die neue Glocken zum ersten Mal.
| Nr. | Schlagton | Gewicht in kg | Bezeichnung                              |
| --- | --------- | ------------- | ---------------------------------------- |
| 1   | d′        | 1600          | Heiliger Magnus                          |
| 2   | f′        | 950           | Heilige Maria                            |
| 3   | g′        | 700           | Heiliger Sebastian & Heiliger Georg      |
| 4   | b′        | 400           | Heiliger Florian & Wappen Burschenverein |

### Orgel
Im Jahr 1755 erhielt St. Magnus eine neue Orgel mit sechs Registern auf einem Manual, die 1798 instand gesetzt wurde. Sie wurde 1875 durch einen Neubau von Max Maerz aus München ersetzt (zehn Register, ein Manual).
Dieser wich 1958 einem neuen Instrument von Guido Nenninger aus München. Es wies folgende Disposition auf:
| Manual     |        |
| Principal  | 8′     |
| Gedeckt    | 8′     |
| Salicional | 8′     |
| Octav      | 4′     |
| Rohrflöte  | 4′     |
| Quint      | 2 ⁄3′  |
| Schwiegel  | 2′     |
| Terz       | 1 3⁄5′ |
| Mixtur IV  | 1 ⁄3′  |

| Pedal       |     |
| Subbaß      | 16′ |
| Octavbaß    | 8′  |
| Choralflöte | 4′  |

Im Jahr 2006 erhielt St. Magnus erneut eine neue, vollmechanische Orgel; diesmal von Eduard Heißerer aus Prem. Die Disposition lautet:
| I Rückpositiv |        |
| Gedeckt       | 8′     |
| Flöte         | 4′     |
| Prinzipal     | 2′     |
| Nasat         | 2 ⁄3′  |
| Terz          | 1 3⁄5′ |
| Tremulant     |        |

| II Hauptwerk |       |
| Prinzipal    | 8′    |
| Spitzflöte   | 8′    |
| Salizional   | 8′    |
| Oktave       | 4′    |
| Schwiegel    | 2′    |
| Mixtur III   | 1 ⁄3′ |

| Pedal     |     |
| Subbaß    | 16′ |
| Violon    | 8′  |
| Choralbaß | 4′  |

- Koppeln: II/I, I/P, II/P